# Institut français d'architecture
Institut français d'architecture (česky Francouzský institut architektury) je ústav založený v roce 1981 na podporu současné francouzské architektury (20. a 21. století), který se nachází v Paříži v ulici Rue de Tournon. Institut je součástí Cité de l'architecture et du patrimoine. Vytváří především programy věnované šíření architektonické tvorby ve Francii i v zahraničí.
Rovněž je pověřen Francouzským národním archivem zprostředkováním dokumentů pro veřejnost. Pro zajištění tohoto úkolu bylo založeno Archivní centrum architektury 20. století (Centre d'archives d'architecture du XXe siècle) se sídlem v Rue de Tolbiac ve 13. obvodu, které bylo otevřeno pro veřejnost v roce 1989. Tento specializovaný archiv uchovává asi 350 archivních fondů architektonických firem, projektantů, inženýrů, dekoratérů apod., většinou francouzského původu.